# Cheng Yu-tung
Cheng Yu-tung (chinesisch 鄭裕彤 / 郑裕彤, Pinyin Zhèng Yùtóng, W.-G. Cheng Yu Tung, Jyutping Zeng6 Jyu6tung4; * 26. August 1925 in Shunde, Provinz Guangdong; † 29. September 2016 in Hongkong) war ein chinesischer Unternehmer, Investor und Philanthrop.

## Leben
Cheng gehörte die chinesische Unternehmensgruppe Chow Tai Fook Enterprises mit einer Unternehmenskette von über 2000 Juwelier-Filialen in ganz China. Die Gruppe kontrolliert unter anderem das chinesische Immobilienunternehmen New World Development. Nach Angaben des US-amerikanischen Forbes Magazine gehörte Cheng 2012 zu den reichsten Chinesen. Er war mit Tsui-ying Chow verheiratet und hatte mit ihr gemeinsam zwei Söhne Henry (* 1946) und Peter (* 1952) und zwei Töchter – Amy (* 1948) und Lai-ha Cheng. Aufgrund der Folgen einer Hirnblutung war er seit 2012 komatös und verstarb 2016 im Krankenbett Zuhause im Beisein der Familienangehörige.

## Vermögen
Cheng Yu-tung war Multi-Milliardär. Gemäß der Forbes-Liste 2016 betrug sein Vermögen ca. 14,5 Milliarden US-Dollar. Damit belegte Cheng Yu-tung Platz 58 auf der Forbes-Liste der reichsten Menschen der Welt. (Stand 2016)

## Preise und Auszeichnungen (Auswahl)
- Ehrenbürger der Stadt Foshan
- Ehrenbürger der Stadt Guangzhou
- Ehrenbürger der Stadt Shunde
- Ehrenbürger der Stadt Peking
- Ehrenbürger der Stadt Nanking
- Ehrenbürger der Stadt Wuhan
- Ehrendoktor der CUHK
- Ordre des Arts et des Lettres
- Grand Bauhinia Medal (GBM)

Quelle: Siehe unten